# Міжгалактичний пил
Міжгалактичний пил — космічний пил у міжгалактичному просторі. Ранні свідоцтва існування міжгалактичного пилу з'явилися 1949 року, його вивчення відбувалося наприкінці XX століття. Виявлено багато варіантів розподілу міжгалактичного пилу. Пил може викривлювати виміри відстані на міжгалактичних масштабах, наприклад, відстань до наднових в інших галактиках і квазарів.
Міжгалактичний пил може бути частиною хмар міжгалактичного пилу.